# Litoral-gevangenis
De Litoral-gevangenis (Spaans: Penitenciaría del Litoral), gelegen in Guayaquil, is de grootste gevangenis in Ecuador.

## Achtergrond
De gevangenis is berucht, staat bekend om gevechten tussen rivaliserende gevangenisbendes die er plaatsvinden, en de honderden doden die daarbij vallen. In 2021 waren er de dodelijkste en bloedigste gevangenisrellen ooit in het Zuid-Amerikaanse land. Dat jaar huisden in de gevangenis ongeveer 8.500 gedetineerden. Elk paviljoen wordt gecontroleerd door een criminele bende. Volgens José Luís Gutierrez, directeur van mensenrechtenorganisatie Asílegal, heerst er zelfs een soort zelfbestuur (autogobierno). De bendes, die banden hebben met het Mexicaanse Jaliscokartel-Nieuwe Generatie en het Sinaloakartel, kruipen via zelfgemaakte gangen naar andere vleugels. Vervolgens gebruiken ze meedogenloos geweld, met vuurwapens, drones, messen en explosieven, en er hebben onthoofdingen plaatsgevonden. De problemen worden versterkt door overbevolking en een gebrek aan cipiers.
In augustus 2023 werden duizenden militairen en agenten ingezet om binnen de gevangenis een bendeleider, José Adolfo Macías Villamar, over te plaatsen van een algemene naar een zwaarbeveiligde afdeling.